# Медина
24°28′ пн. ш. 39°36′ сх. д. / 24.467° пн. ш. 39.600° сх. д.
Медина (араб. المدينة المنورة) — місто в районі Хіджаз на заході Саудівської Аравії, адміністративний центр провінції Ель-Медина. Друге священне місто ісламу, і місце поховання пророка Мухаммеда. А також місце, де Мухаммед і його послідовники знайшли притулок після нападів на них в Мецці (Хіджра). На 2016 рік населення Медини становить 1 183 205 осіб.

## Загальні відомості
Спочатку місто мало назву Ясриб, яке заснували гебрейські біженці, що втекли через війну з римлянами, але пізніше місто перейменували на аль-Мадінату 'н-Набі (مدينة ﺍﻟﻨﺒﻲ «місто пророка»), або Ель-Медина Ель-Мунавварах («святе місто» або «осяяне місто»), коротка форма Медина має сенс «місто». Медина відома мечеттю Мухаммада, і є другим найсвященнішим містом ісламу, після Мекки).
Медина знаходиться за 338 км на північ від Мекки і близько 193 км від узбережжя Червоного моря. Вона розташовано в найплодючішій частині всієї території Хіджаз. Величезна рівнина тягнеться на південь; у всі сторони йдуть пагорби і гори.
Місто має форму овалу, оточено міцними мурами, 9-12 м заввишки, збудованими у 12-му сторіччі по Р. Х., захищених з флангів баштами. З четвертої брами, Баб-аль-Салам, або Єгипетської брами є чудовий краєвид. За стінами міста, на захід і південь — передмістя, що складаються з низьких будинків, подвір'їв, садів. Передмістя також мають стіни і вежі.
Аль-Масджід Аль-Набауї (Мечеть пророка) розташована на сході міста і нагадує мечеть в Мецці, але в більш маленькому масштабі. Двір має 152 м в довжину, купол високий з трьома мальовничими мінаретами. Могила Мухаммеду, який помер і був похований тут в 632 році від Р. Х., оздоблена екраном залізної філігранної роботи.
Могили Фатіми (дочки Мухаммеда) і Абу Бакра (першого халіфа і батька дружини Мухаммеда Аіши), і Умара, другого халіфа, є також тут. Місто двічі було спалене, але знову відновлювалось.

## Релігійне значення Медіни в ісламі

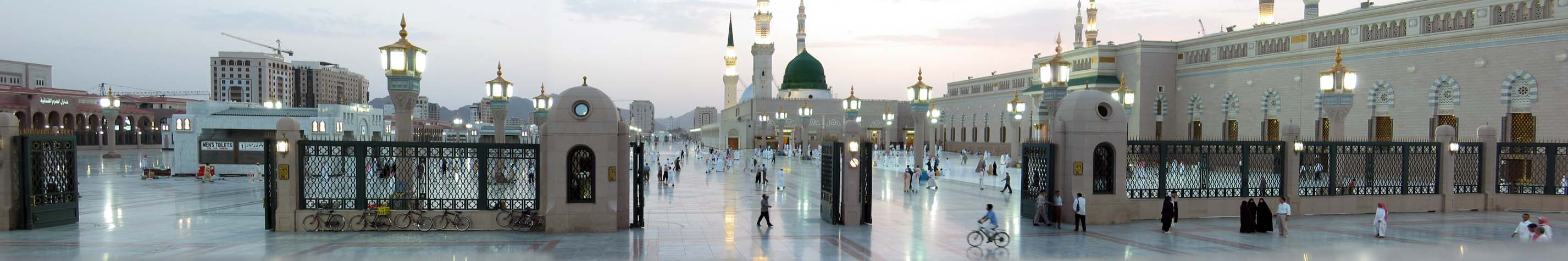
Мечеть пророка на заході сонця

Важливість Медіни, в ісламі базується на наявності могили пророка Мухаммеда в мечеті Аль-Масджід Ан-Набавія (мечеті пророка). Мечеть була побудована на ділянці, сусідній до дому Мухаммеда, і як мусульмани вірять, що пророки мають бути поховані в тому ж місці, де вони померли, Мухаммед був тому похований в його будинку. Могила пізніше стала частиною мечеті, коли дозволив Омеяд халіф Валід I. Перша ісламська мечеть також розташована в Медіні і відома як Масджід Куба (мечеть Куба). Її знищила блискавка, ймовірно близько 850 року від Р. Х., і майже забута. У 892 місце було очищене, мечеть відновлюють, яку знищує вогонь в 1257 і майже негайно знов відновлюють. Каїтбей правитель Єгипту реставрує її, в 1487.
Як і в Мецці, місто Медина дозволяє вхід тільки мусульманам, хоча Харам (область, закрита для не мусульман) Медіни набагато менша, ніж у Мецці, з тим, що багато місць на околицях Медіни відкрито для не мусульман, тоді як в Мецці область, закрита до не мусульман, тягнеться набагато далі від меж забудованої області. В обох містах численні мечеті — призначенні для великої кількості мусульман під час хаджу. Сотні тисяч мусульман прибувають до Медіни щорічно, щоб відвідати могилу пророка і поклонитися в мечетях в об'єднаному святкуванні. Мусульмани вважають, що молитва одного разу в мечеті пророка рівна молитвам як мінімум 1000 разів в будь-якій іншій мечеті.

## Історія

### Догебрейські часи
За часів Птолемея оаза була відома як Лафриппа.

### Гебрейські племена
Оаза Яфриб спочатку була заселена гебрейськими племенами :Бану Кайнука, Бану Курайза і Бану Надір.Ібн Хордадбек пізніше писав, що за часів Перської імперії у Хіджазі, Бану Кураяза були податківцями для шаха.

#### Бану Аус і Бану Хазрадж
Ситуація змінилася після прибуття з Ємену двох арабських племен Бану Аус і Бану Хазрадж. Спочатку, ці племена були підлеглими гебреїв, але пізніше вони повстали і набули незалежність. У 5-му сторіччі, євреї контролювали ще місто. Єврейська енциклопедія стверджує: «Влаштувавши бенкет, запросивши євреїв на нього і зробивши різанину керманичів гебреїв».. Так або інакше Бану Аус і Бану Хазрадж остаточно отримали владу в Медіні.
Найсучасніші історики приймають записи ісламських джерел, що після повстання, єврейські племена стали підлеглими Аус і Хазрадж. Згідно з Вільямом Мотгомеррі, єврейські племена зберігали незалежність до 627.
Ібн Ішак говорить про конфлікт між останнім єменським королем королівства Хим'яр і представниками Яфрибу. Коли король проїжджав мимо оази, мешканці Яфрибу убили його сина, і правитель єменців загрожував винищити людей і порубати пальми. Згідно з ібн Ішаком, він утримувався від виконання тому що двоє ребе були з племені Бану Курайза, вони умовили короля, пожаліти оазу, тому що це було місце, «до якого пророк Курейши, мігрував, і оаза була його домівкою і місцем відпочинку». Єменський король не знищив місто і прийняв юдаїзм. Він узяв ребе з собою, і в Мецці, вони визнали Каабу як храм, побудований Авраамом, і радили королю «зробити те, що люди Мекки роблять: ходити навколо храму, щоб шанувати його, поголити його голову і бути покірним, поки він не залишив його околиці.» Повертаючись до Ємену, говорить ібн Ішак, ребе показали дивні місця де люди проходять неушкодженими крізь вогонь, після чого єменці сприйняли юдаїзм.

### Громадянський конфлікт
Зрештою Бану Аус і Бану Хазрадж стали ворожим один до одного і на час Хіджра (переселення) Мухаммеда до Медіни, вони воювали вже 120 років і були заклятими ворогами один одного. Бану Надір і Бану Курайза були союзниками з Бану Аус, тоді як Бану Кайнука був на стороні Бану Хазрадж. Загалом відбулося чотири війни.
Їх остання і найкривавіша була битва Буаф, що відбулася за кілька років до переселення Мухаммеду. Результат битви був непереконливий, і усобиця продовжувалася. Абд-Аллях ібн Убайй, один з лідерів Бану Хазрадж, відмовився брати участь в битві, на чому він заробив свій капітал. На час прибуття Мухаммеду він був найшановнішим мешканцем Яфрибу.

### Прибуття Мухаммеда
У 622, Мухаммед і мухаджири залишили Мекку і прибули в Яфриб, подія, яка змінила політичний ландшафт цілком; давнішня ворожнеча між племенами Бану Аус і Бану Хазрадж була припинена, оскільки багато хто з двох племен сприйняв іслам. Мухаммед, пов'язаний з Бану Хазрадж через його прабабусю, незабаром став на чолі і об'єднав новонавернених мусульман Яфрибу під ім'ям «Ансар» (покровителі). Після прибуття Мухаммеда, місто поступово стало відомим як Медина (буквально «місто» в арабській мові). Деякі розглядають це ім'я як похідне слово з арамейської — Медінта, яке євреї могли б використали для позначення міста.
Згідно з ібн Ішаком, мусульмани і євреї оази підписали угоду, Медінську коституцію, яка привела єврейські і ісламські племена до співпраці. Природа цього документа, яку писав Ібн Ішак і передається близько ібн-Гішамом — тема суперечки серед сучасних істориків багато з хто підтримують, що цей «договір» — можливо колаж угод, і не зрозуміло, коли він був зроблений або ким.

### Битва Бадр
У січні 623 Мухаммед, відіслав Убайда ібн Аль-Харіфа, сина свого дядька Харіф ібн Абд Аль-Мутталіба, щоб напасти на ворожий караван (належав до переслідувачів перших мусульман), що проходив по торговому маршруту Сирія — Мекка. Оскільки караван (на чолі з Абу Суфйан ібн Харб) запасались водою в долині Рабіг, загін Мухаммеда дав залп стріл з відстані, але не нанесли ніякого пошкодження. Убайда отримав честь «він, вистрелив першу стрілу за Іслам» Абу Суфйан ібн Харб змінив курс, щоб уникнути нападу. У відповідь на цей напад Абу Суфйан ібн Харб закликав війська з Мекки, які прибули і брали участь у битві Бадр, у якій був убитий Убайда ібн Аль-Харіф.
Протягом зими і весни 623 інші загони, послані Мухаммадом з Медіни заподіяли неспокій, але не були особливо ефективні або руйнівні.
Угода Мухаммеда з єврейськими племенами незабаром була порушена, оскільки євреї не змогли сприйняти Мухаммеда як пророка і протидіялиросту його впливу. Після його перемоги в битві Бадр, Мухаммад, завойовує плем'я Бану Кайнука, що було залучене в родову усобицю і непохитно відмовилися перейти в Іслам або тримати мир з мусульманами. Через заступництво Абд-Аллях ібн Убайй, і тому що це був перший інцидент з племенами, Мухаммад пожалів життя племен і вигнав їх із міста.

### Битва Ухуд
В 625, Абу Суф'ян ібн Харб ще раз застував війська Мекки проти Медіни. Мухаммед вийшов, щоб відповісти на напад, але перед початком битви, мав тільки близько однієї третини солдатів під головуванням Абд-Аллях ібн Убайй. Мусульмани розпочали атаку і спочатку частково досягли успіху, проте вони втратили стратегічну висоту і тому зазнали поразки в битві при Ухуді. Проте, мекканці не вимагали капітуляції і так Мухаммед повернувся до Мекки.
Тим часом, конфлікт з євреями поновився знову: один з лідерів Бану Надір, поет Ка'б ібн аль-Ашраф, був страчений за порушення Конституції Медіни і після битви Ухуд, Мухаммед звинуватив плем'я у зраді і змові проти його життя і вигнав їх з міста після короткої боротьби.

### Окопна битва

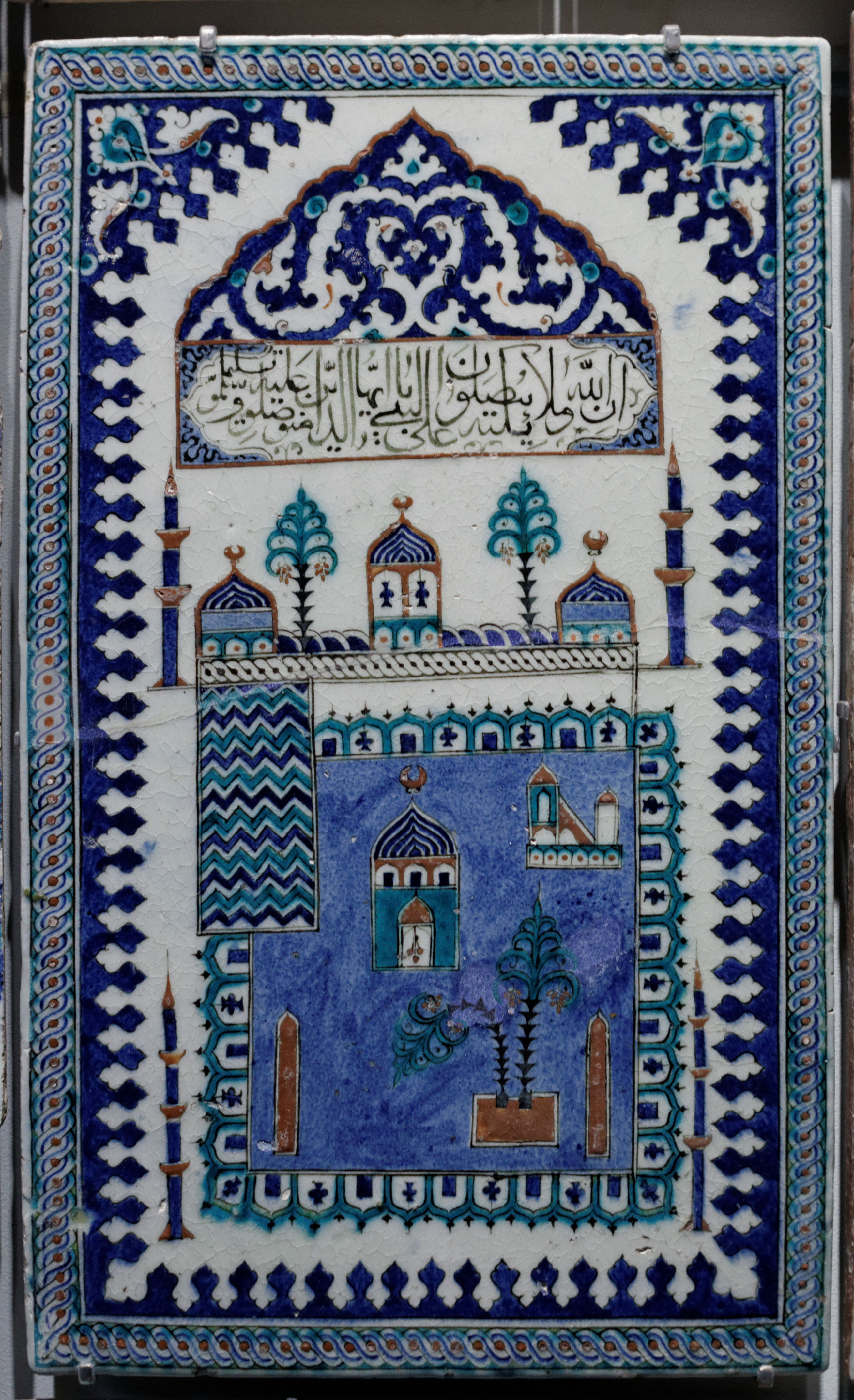

У 627, Абу Суф'ян ібн Харб ще раз застосував війська Мекки проти Медіни. Оскільки медінці рили окопи, щоб захистити місто, ця подія стала відомою, як Окопна битва. Після тривалої облоги і різних сутичок, мекканські війська відійшли знову. Протягом облоги, Абу Суф'ян ібн Харб контактував з залишившимся єврейським плем'ям Бану Курайза і підписав угоду з ними, щоб напасти на захисників з тилу. Це було виявлено мусульманами і зірвано.
Це було порушення конституції Медіни і після відступу мекканських військ, Мухаммед негайно атакував Бану Курайза і осадив їх квартал. Євреї кінець кінцем підкорилися. Деякі члени Бану Аус заступилися за їх старих союзників і Мухаммед погодився на призначення з їх лідерів, Са'д ібн Муа'дх, суддею. Са'д вирішив, що всі чоловіки племені мають бути страченими, а жінки і діти ув'язнені.
Ця дія задумана як захисний захід, щоб гарантувати ісламському суспільству його подальше виживання в Медіні. Історик Роберт Мантран переконує, що, з цієї точки зору це було успішно — від цього часу, мусульмани були більше не стурбовані виживанням, а тільки розширенням і завоюванням.

### Столиця
За десять років, після хіджра (переселення), Медина стала базою, з якої Мухаммед, і нападав і оборонявся і безкровно завоював Мекку, ставши її правителем без битви. Навіть, коли ісламське керування було встановлене, Медина залишалась протягом деяких років найголовнішим містом ісламу і столицею халіфату.

### Середньовічна Медина

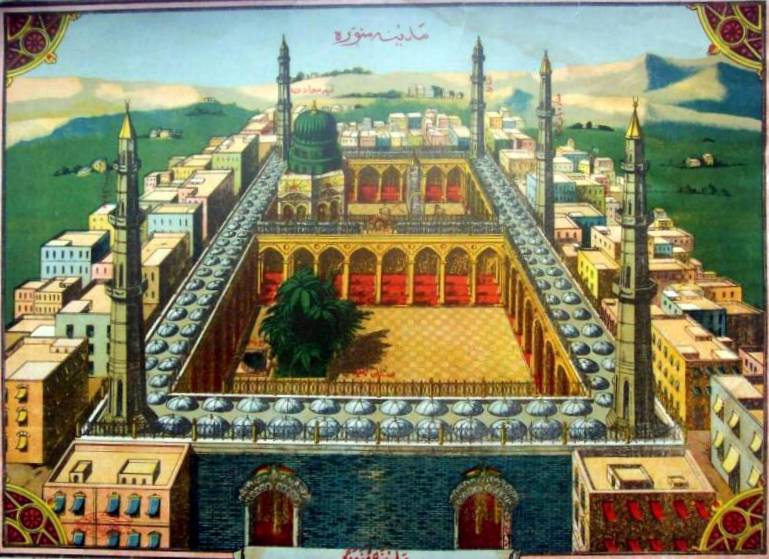
Медина за часів Османської імперії

За часів перших чотирьох халіфів, відомих, як Рашидун, Ісламська імперія швидко розширилась і включила до свого складу історичні центри цивілізації такі як Єрусалим і Дамаск, і Месопотамія. Після смерті Алі ібн Абі Таліб, четвертого халіфа, місце халіфа було вперше переміщене до Дамаску і пізніше до Багдаду. Важливість Медіни зменшилася і вона стала більше місцем релігійної важливості, ніж політичної влади. Після розпаду Халіфату місто потрапило під владу різних правителів, зокрема мамлюків у 13-му сторіччі і остаточно, починаючи з 1517 Османської імперії.
У 1256 Медіні загрожували потоки лави від останнього виверження Гаррат Рахат.

### Сучасна Медина
На початку XX сторіччя та протягом Першої світової війни Медина зазнала одну з найдовших облог в історії. Місто належало Османській імперії. Місцеве правління було в руках хашимітського клану Шариф або мекканських Емірів. Фахрі паша був Османським губернатором Медіни. Алі бін Гусейн, лідер хашимітського клану, повстав проти халіфа і перейшов на бік Великої Британії. Місто Медина зазнало облоги його силами, але Фахрі паша стійко тримався протягом облоги Медіни з 1916 по 10 січня 1919, коли він був змушений скласти зброю. Після Першої Світової війни, хашиміт Алі бін Гусейн, був проголошеним Королем незалежного Хіджазу, але в 1924 ібн Сауд наніс поразку йому і об'єднав Медіну і Хіджаз в його королівстві Саудівська Аравія.
Подібно до Мекки, Медина є закритим для немусульман. За проектом, місто зосередилося на інтелектуальній промисловості.

## Клімат
| Клімат Медіни             | Клімат Медіни | Клімат Медіни | Клімат Медіни | Клімат Медіни | Клімат Медіни | Клімат Медіни | Клімат Медіни | Клімат Медіни | Клімат Медіни | Клімат Медіни | Клімат Медіни | Клімат Медіни | Клімат Медіни |
| Показник                  | Січ.          | Лют.          | Бер.          | Квіт.         | Трав.         | Черв.         | Лип.          | Серп.         | Вер.          | Жовт.         | Лист.         | Груд.         |               |
| Абсолютний максимум, °C   | 32,6          | 35,5          | 40,0          | 41,4          | 46,0          | 47,0          | 47,5          | 46,5          | 46,4          | 41,5          | 36,0          | 32,2          |               |
| Середній максимум, °C     | 23,6          | 26,2          | 30,2          | 33,9          | 38,9          | 41,7          | 39,3          | 42,2          | 41,0          | 36,4          | 29,7          | 25,0          |               |
| Середня температура, °C   | 17,7          | 19,9          | 23,8          | 27,6          | 32,2          | 35,8          | 36,0          | 35,9          | 34,4          | 29,4          | 23,4          | 19,0          |               |
| Середній мінімум, °C      | 10,6          | 11,3          | 15,4          | 19,8          | 23,9          | 26,5          | 26,4          | 27,7          | 25,1          | 20,9          | 15,2          | 11,9          |               |
| Абсолютний мінімум, °C    | 1,0           | 5,0           | 7,0           | 11,5          | 14,0          | 21,7          | 22,0          | 23,0          | 18,2          | 11,6          | 9,0           | 3,0           |               |
| Норма опадів, мм          | 8.0           | 1.2           | 8.3           | 11.9          | 4.6           | 0.4           | 0.2           | 0.3           | 0.1           | 1.1           | 9.2           | 3.8           |               |
| Днів з дощем              | 0,9           | 0,6           | 1,2           | 2,5           | 1,1           | 0,2           | 0,1           | 0,4           | 0,1           | 0,6           | 2,1           | 1,1           |               |
| Вологість повітря, %      | 38            | 34            | 28            | 26            | 17            | 13            | 16            | 17            | 17            | 21            | 36            | 40            |               |
| ------------------------- | ------------- | ------------- | ------------- | ------------- | ------------- | ------------- | ------------- | ------------- | ------------- | ------------- | ------------- | ------------- | ------------- |
| Джерело: NOAA (1961–1990) |               |               |               |               |               |               |               |               |               |               |               |               |               |

## Транспорт

### Авіація
Місто обслуговує аеропорт Медина (IATA: MED, ICAO: OEMA) розташований за 15 км від центру міста, що обслуговує крім внутрішніх рейсів, далекомагістральні рейси — Сараєво, Стамбул-Ататюрк, Кувейт, Каїр, Дубай

### Залізниця
Високошвидкісна залізниця Медина — Мекка відкрита у вересні 2018, завдовжки 453 км, та прямує через Економічне місто Король Абдулла та аеропорт Джидда.

### Автостради
- Автошлях 15 (Саудівська Аравія) — з'єднує Медину з Меккою, Абха, Хаміс-Мушайт та Табуком.
- Автошлях 60 (Саудівська Аравія) — з'єднує Медину з Бурайдою

### Автобуси
Міжміські автобусні перевезення здійснюються з автостанції аль-Масджид ан-Набаві («Мечеть Пророка»).

## Освіта
Університети Медіни:
- Мединський університет Ісламу
- Університет Таба

## Персоналії
- Абдаллах ібн аз-Зубейр (624—692) — мусульманський політичний діяч Аравії, антихаліф
- Алі ібн Хусейн (659—712) — 4-й імамітський імам, нащадок пророка Мухаммеда та Алі ібн Абі Таліба
- Аль-Валід I (668—715) — 6-й володар Омеядського халіфату у 705—715 роках
- Мухаммед ібн Алі аль-Багір (676/677—743) — 5-й імамітський імам, нащадок пророка Мухаммеда
- Умар ібн Абд аль-Азіз (682—720) — омеядський халіф
- Джафар ібн Мухаммед Абу Абдаллах (700—765‎‎) — 6-й імамітський імам. Засновник Джафаритського мазхабу
- Малік ібн Анас (711—795) — факіг, мухаддіс, засновник і епонім малікійського мазгабу
- Муса ібн Джафар (745—799) — 7-й імамітський імам, нащадок пророка Мухаммеда, видатний мусульманський вчений і правознавець
- Алі ібн Муса (765/770-818) — 8-й імамітський імам
- Фатіма аль-Маасума (790—817) — дочка сьомого імама шиїтів-імамитів Муси аль-Казима
- Мухаммед ібн Алі (811—835) — 9-й імамітський імам
- Алі ібн Мухаммед (827—868) — 10-й імамітський імам
- Хасан аль-Аскарі (846—874) — 11-й імамітський імам.
- Аль-Хаді іля-ль-Хакк Яхая (859—911) — релігійний і політичний лідер на Аравійському півострові наприкінці IX — на початку X століття.
- Імам Ахмад ан-Насір (913—934) — єменський духовний та політичний лідер, імам зейдитської держави, поет.